# Репрессии в Башкортостане
Репрессии в Башкортостане — политические репрессии, происходящие в Башкортостане. С приходом в 2018 году к руководству республикой Радия Хабирова репрессии значительно усилились.

## История

### Дело Айрата Дильмухаметова
Одной из первых персон, против которой были применены репрессии, был Айрат Дильмухаметов, в отношении которого в марте 2019 года было заведено уголовное дело за призывы к сепаратизму. Поводом к его делу послужило видео, где Дильмухаметов рассуждал на тему обновления федеративных отношений:
… новую федерацию мы будем учреждать снизу. Мы обратимся ко всем субъектам, республикам, в первую очередь, к Татарстану, и поставим на обсуждение вопрос: нужна ли нам федерация, на каких принципах мы будем её учреждать и какие полномочия мы будем делегировать. И если мы решим, что мы учреждаем новое федеральное правительство, то потом уже вот с таким федеральным правительством мы будем подписывать двустороннее соглашение. Если в будущем федеральное правительство будет нарушать взятые на себя обязательства, мы должны иметь право на выход из такой федерации, которая перестала быть федерацией.
Ранее Дильмухаметов неоднократно осуждался условно и на реальные сроки из-за своих политических воззрений. В 2005 году Дильмухаметов выступал на митинге против монетизации льгот, где суд нашёл в его речи публичный призыв к экстремистской деятельности, в мае 2006 года суд назначил ему год условного заключения. В 2008 году Дильмухаметов получил два года условного заключения из-за своих публикаций в специальном приложении «Площадь восстания». Суд осудил его за призывы к экстремизму и призывах к массовым беспорядкам. В 2011 году Дильмухаметова осудили по обвинению в разжигании межнациональной розни, призывах к экстремизму и публичном оправдании терроризма за публикации в газете «Майдан». Его осудили на 6 лет, но позже Верховный суд Республики Башкортостан смягчил приговор до трёх лет реального заключения. В 2015 году Дильмухаметова снова привлекли к ответственности по статье оправдания терроризма за книгу «Ахыр заман» («Конец времён»), которую Дильмухаметов написал ещё до предыдущего суда. В соответствии с этим приговором ему также было запрещено заниматься журналистской деятельностью. В апреле 2020 года центральный окружной военный суд Екатеринбурга приговорил Дильмухаметова к 9 годам лишения свободы.
В 2016 году правозащитное общество Мемориал признало Дильмухаметова политзаключённым. В апреле 2020 года Мемориал снова признал Дильмухаметова политзаключённым.
Сам Дильмухаметов неоднократно выступал с намерениями баллотироваться на пост сначала президента Республики Башкортостан, а затем главы Республики Башкортостан. Он продвигал и продвигает идею создания Четвёртой Башкирской республики, которая должна наследовать Третьей Башкирской республики (то-есть Республики Башкортостан в современном её виде).

### Дело башкирских националистов
В начале 2010-х годов был похищен башкирский активист Азамат Хасанов. Согласно словам очевидцев, Хасанов был похищен на чёрном автомобиле и был увезён в неизвестном направлении. Хасанов отличался тем, что являлся активным деятелем башкирского национального движения и неоднократно вступал в перепалки с правоохранительными органами, в том числе угрожал им. Впоследствии, башкирский аксакал и активист Сагит Исмагилов рассказал, что его знакомый высокопоставленный силовик попросил его больше не спрашивать про Хасанова, так как «его уже нет».
В ноябре 2021 года в отношении Рамили Саитовой было возбуждено уголовное дело за её видео, где она интересовалось у армянских мигрантов в Уфе вопросом их высокой численности в башкирской столице. В декабре 2023 года Рамиля Галим (фамилия была изменена) была повторно осуждена уже на пять лет за призывы к дезертирству из российской армии. Мемориал признал Рамилю Саитову-Галим политической заключённой.
В сентябре 2022 года в отношении Руслана Габбасова было возбуждено уголовное дело за организацию башкирской общественной организации «Башкорт», которую Россия в 2020 году признала экстремистской организацией. Руслан Габбасов не проживает в Башкортостане, занимается политической деятельностью и имеет политическое убежище в Литве, где в настоящий момент работает и проживает.
В ноябре 2023 года был задержан Рустам Фараритдинов, сводный брат Руслана Габбасова. Причиной задержания послужила его переписка с Габбасовым, где Фараритдинов интересовался у брата созданием башкирского подразделения роты «Башкорт» в составе украинской армии. По словам близких Фараритдинова, сотрудники заявили ему, что он будет отпущен в том случае, если Габбасов вернётся в Башкортостан. Мемориал признал Рустама Фараритдинова политическим заключённым.

### Баймакское дело
В январе 2024 года в башкирском Баймаке и Уфе прошли протесты, поводом для которых послужило возбуждение уголовного дела в отношении Фаиля Алсынова, башкирского активиста, выступавшего в защиту башкирских земель от незаконной золотодобычи и добычи иных полезных ископаемых. На сходе в селе Ишмурзино Алсынов произнёс речь, где по мнению обвинителей выражалось негативное отношение к приезжим мигрантам. В ходе протестов было задержано почти 100 человек, а само Баймакское дело стало самым крупным уголовным преследованием в истории современной России. На октябрь 2024 года известно, что были возбуждены уголовные дела против 82 человек, из которых 79 мужчин и 3 женщины. Все они обвиняются в массовых беспорядках, некоторым вменяют применение насилия в отношении сотрудников правоохранительных органов. Известно, что двоя других человек, а именно Рифат Даутов и Минияр Байгускаров погибли. Даутов был убит сотрудниками правоохранительных органов, а Байгускаров покончил жизнь самоубийством из-за давления, которое на него оказывали сотрудники правоохранительных органов.
В июле 2024 года суд начал выносить первые приговоры. Примечательно, что судебные разбирательства не проходят в Башкортостане, а проходят в иных местах. Первым осужденным стал Ильшат Ульябаев, которого суд Орска приговорил к пяти годам по статьям в применении насилия в отношении представителя власти и участии в массовых беспорядках.
В сентябре 2024 года спецдокладчик по положению в области прав человек в России Мариана Кацарова (Болгария) опубликовала отчёт, где затронула тему подавления протестов и возбуждением баймакского дела. Она выступила с этим докладом в Женеве, на сессии по правам человека ООН, где заявила, что протесты были безжалостно подавлены, многими участниками были получены травмы, сотни арестованы и как минимум один погиб.
Мемориал признал Фаиля Алсынова политическим заключённым.